# 苏加诺-哈达机场轻轨
苏加诺–哈达机场轻轨 是3.05公里的旅客捷運系統（APMS），可免费连接蘇加諾-哈達國際機場 1、2、3号航站楼和SHIA火车站 。Skytrain从一个航站楼到另一个航站楼需要5分钟，而从2号航站楼到3号航站楼则需要7分钟。  
尽管Skytrain的设计旨在实现无人驾驶，但班车服务目前由驾驶员运营。 

## 机车车辆

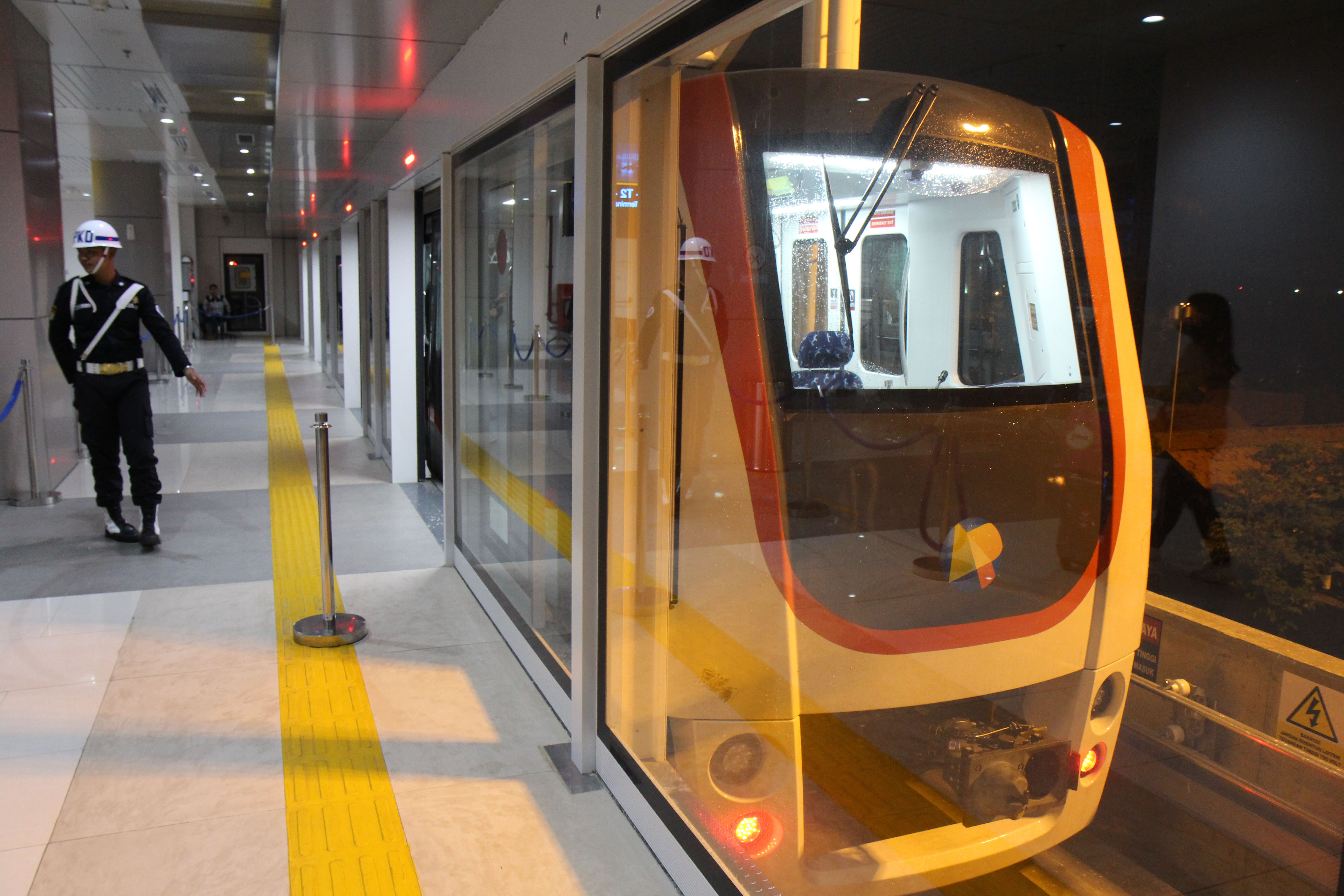
1号航站楼的自动人行道系统

该系统使用由国有企业 PT LEN Industri与韩国 Woojin Industries合作制造的机场自动人行系统膠輪路軌系統。 三个列车单元运行，每个列车由 2 辆车组成。 列车能够一次运送176名乘客。 火车以每小时60公里的速度行驶，并配备了自动导轨运输（AGT）技术。 

## 车站

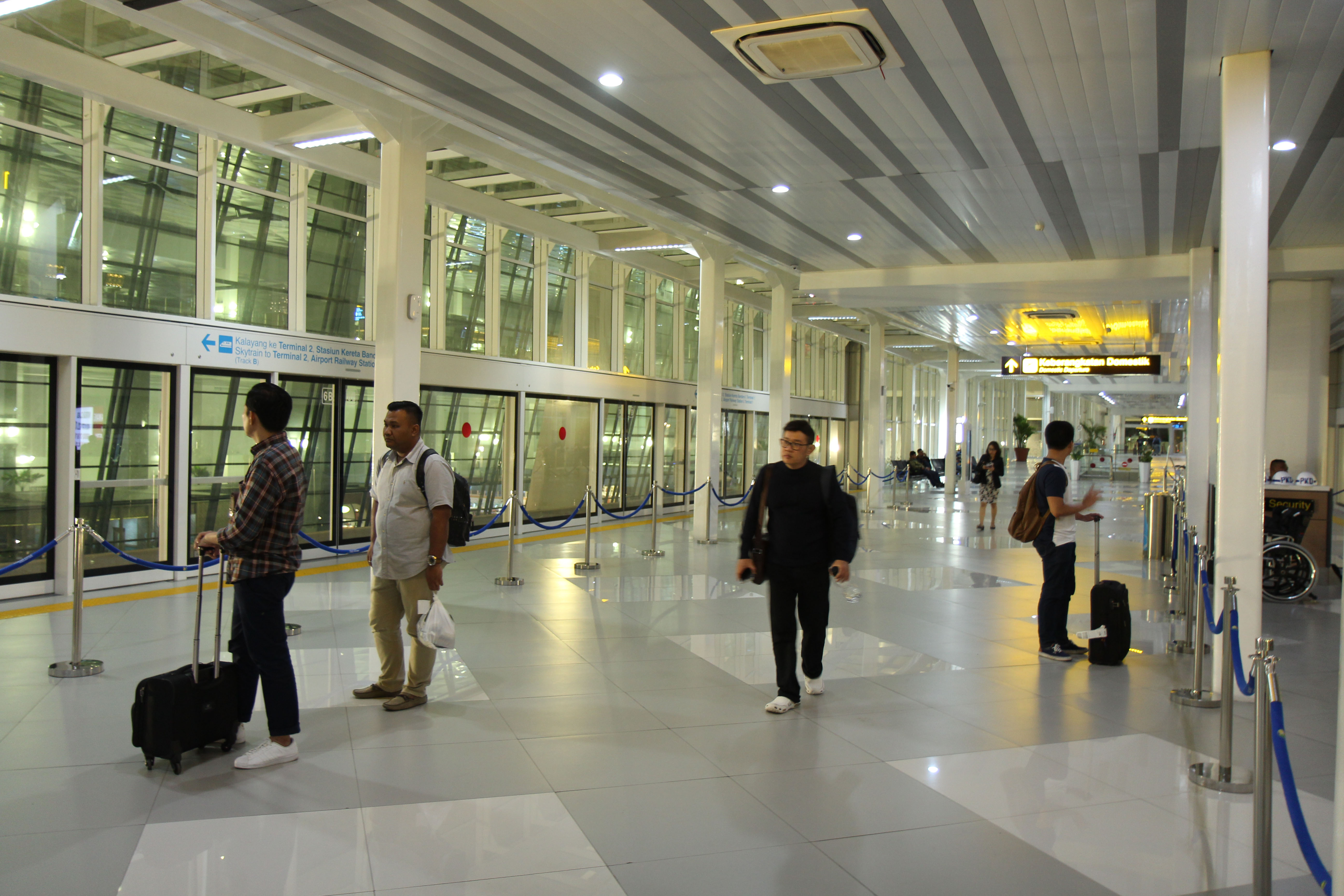
轻轨3号航站楼

机场捷运系统有4个站; 1号，2号和3号航站楼各有一个车站。 机场班车Skytrain已集成到SHIA火车站 ，旅客可以在此方便地通过蘇加諾-哈達機場鐵路往返雅加达市中心。 
Skytrain的运行时间表可以在线访问，也可以通过印度尼西亚机场网站和智能手机应用程序访问。 所有的Skytrain车站都配有站台屏蔽门，并配有LCD显示屏，可显示下一列火车的实时到达时间。 自2017年9月17日起，Skytrain已投入运营。 

## 未来扩展

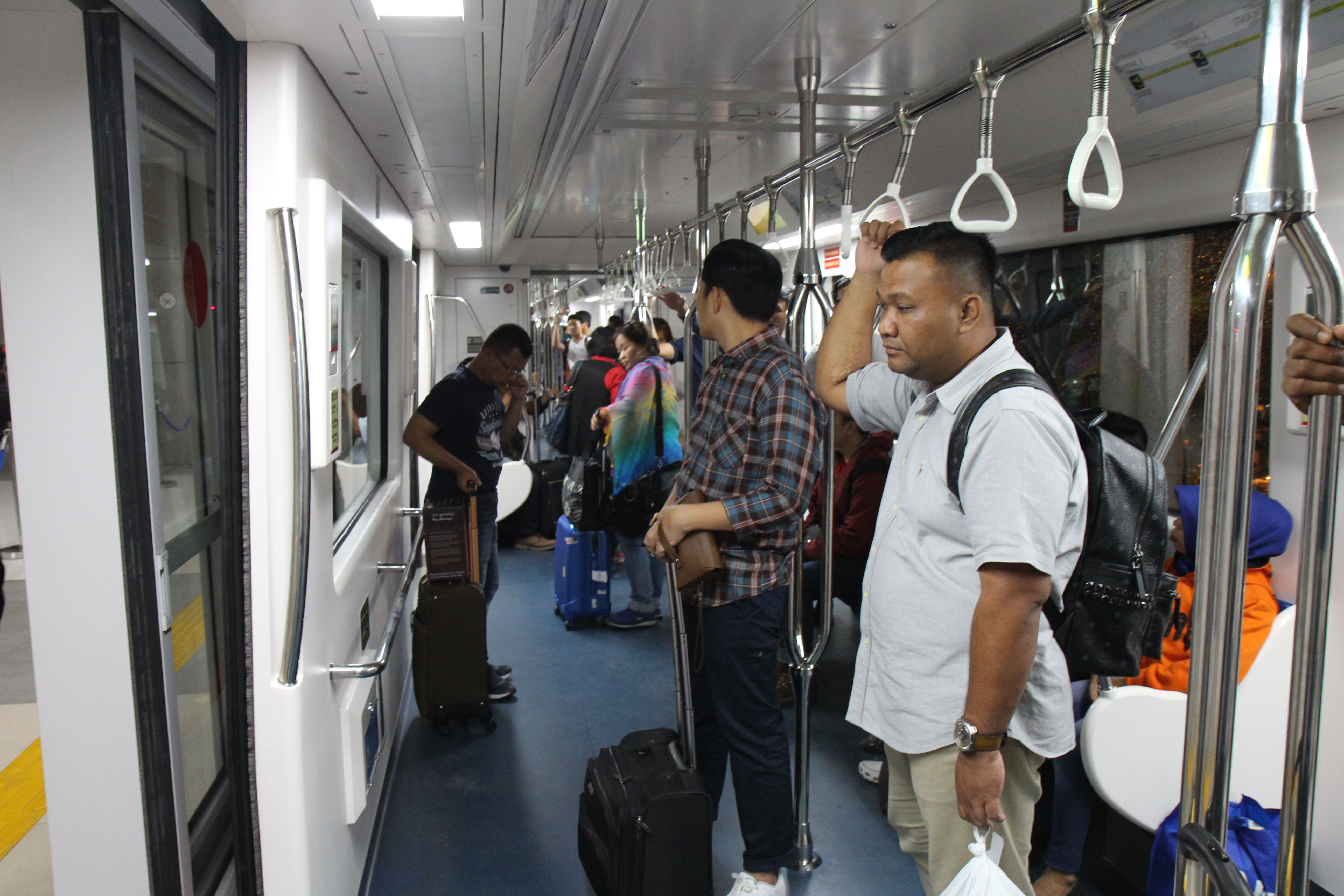
轻轨乘客

Skytrain将在第二阶段扩展到计划中的新4号航站楼和Sky Hub（商业区）。 然后将其连接到综合建筑终端，1、2和3号航站楼。 